# Берково
Берково (пол. Bierkowo) — село в Польщі, у гміні Слупськ Слупського повіту Поморського воєводства.
Населення — 944 особи (2011).

## Демографія
Демографічна структура станом на 31 березня 2011 року:
|          | Загалом | Допрацездатний вік | Працездатний вік | Постпрацездатний вік |
| -------- | ------- | ------------------ | ---------------- | -------------------- |
| Чоловіки | 468     | 94                 | 345              | 29                   |
| Жінки    | 476     | 96                 | 323              | 57                   |
| Разом    | 944     | 190                | 668              | 86                   |